# Ferdinand von Sammern-Frankenegg
Ferdinand von Sammern-Frankenegg (ur. 17 marca 1897 w Grieskirchen, zm. 20 września 1944 koło Banja Luki) – austriacki prawnik, SS-Oberführer, poseł do Reichstagu, dowódca SS i Policji w dystrykcie warszawskim od lipca 1942 do 23 kwietnia 1943 roku. 

## Życiorys
Podczas I wojny światowej był strzelcem cesarskim oraz polnym. Przebywał w niewoli włoskiej. W 1922 roku ukończył studia prawnicze w Innsbrucku jako doktor prawa. Dodatkowo był członkiem Freikorpsu Oberland. Od 1929 roku pracował jako prawnik w Peuerbach. Przyłączył się do Schutzstaffel w grudniu 1932 roku. W marcu następnego roku zapisał się do partii nazistowskiej. Kilkukrotnie został skazany za antypaństwową działalność narodowosocjalistyczną oraz był osadzony w obozie internowania Kaisersteinbruch przez trzy miesiące. Od 1935 był dowódcą pułku SS. Był członkiem Lebensborn e.V. Od 1943 roku Komendant Policji Porządkowej w Osijeku. Natomiast w 1944 roku został mianowany Brigadeführerem. 
Dowódca niemieckich sił w pierwszym dniu powstania w getcie warszawskim. Po fiasku ofensywy został zastąpiony w akcji likwidacji getta przez Jürgena Stroopa i wysłany do Chorwacji. Zginął w zasadzce partyzantów Tito koło Banja Luki, pochowano go na cmentarzu w Osijeku.